# Oleksandr Abramenko
Pour les articles homonymes, voir Abramenko.
Oleksandr Abramenko (en ukrainien : Олександр Володимирович Абраменко, né le 4 mai 1988 à Pervomaïskyï) est un skieur acrobatique ukrainien spécialisé dans le saut acrobatique.

## Biographie
Il gagne sa première épreuve de Coupe du monde lors de l'hiver 2014-2015 à Minsk. En 2018, il prend part à ses quatrièmes Jeux olympiques, il y remporte la médaille d'or.

## Palmarès

### Jeux olympiques d'hiver
| Épreuve / Édition | Turin 2006 | Vancouver 2010 | Sotchi 2014 | Pyeongchang 2018               | Pékin 2022                         |
| Saut              | 27e        | 24e            | 6e          | Médaille d'or, Jeux olympiques | Médaille d'argent, Jeux olympiques |

### Championnats du monde
- Meilleur résultat :  Médaille d'argent à Deer Valley en 2019.

### Coupe du monde
- Meilleur classement général : 5e en 2016.
- 1 petit globe de cristal :
  - Vainqueur du classement saut en 2016.
- 8 podiums dont 1 victoire.

#### Classements par saison
| Année | 1er   | 2e          | 3e                  | top 5             | top 10                                                                                          |
| ----- | ----- | ----------- | ------------------- | ----------------- | ----------------------------------------------------------------------------------------------- |
| 2018  | -     | Lake Placid | -                   | -                 | -                                                                                               |
| 2017  | -     | -           | -                   | -                 | 8e Secret Garden                                                                                |
| 2016  | -     | Deer Valley | Deer Valley         | 5e Minsk          | -                                                                                               |
| 2015  | Minsk | -           | Deer Valley ; Pékin | 5e Pékin          | 7e Lake Placid ; 10e Lake Placid                                                                |
| 2014  | -     | -           | -                   | 5e Val Saint Come | 6e Pékin ; Bukovel ; 7e Deer Valley ; 6e Lake placid ;                                          |
| 2013  | -     | -           | -                   | 5e Val Saint-Come | 6e Pékin ; 7e Bukovel ; 7e Deer Valley ; 6e Lake Placid                                         |
| 2012  | -     | minsk       | Myrkdalen-Voss      | -                 | 10e Mont Gabriel ; 9e Lake Placid ; 7e Calgary ; 7e Moscou ; 8e Moscou                          |
| 2011  | -     | -           | -                   | 5e Mont Gabriel   | 8e Lake Placid ; 7e Calgary ; 7e Deer Valley ; 7e Moscou                                        |
| 2010  | -     | -           | -                   | 4e Beida Lake     | -                                                                                               |
| 2009  | -     | -           | -                   | -                 | 10e Lake Placid ; 8e Cypress Mountain ; 7e Moscou                                               |
| 2008  | -     | -           | -                   | -                 | 8e Adventure mountain ; 9e inawashiro ; 8e cypress mountain ; 8e Mont Gabriel ; 10e Lake Placid |
| 2007  | -     | -           | -                   | -                 | -                                                                                               |